# Championnat de Pologne de football 1927
Navigation
Édition précédente Édition suivante
La saison 1927 du championnat de Pologne est la sixième saison de l'histoire de la compétition. Cette édition a été remportée par le Wisła Cracovie, devant le 1. FC Katowice.

## Les clubs participants
| Club                  | Ville    |
| --------------------- | -------- |
| Czarni Lvov           | Lvov     |
| FC Katowice           | Katowice |
| Hasmonea Lvov         | Lvov     |
| Jutrzenka Cracovie    | Cracovie |
| Klub Turystów Łódź    | Lódź     |
| Legia Varsovie        | Varsovie |
| LKS Łódź              | Lódź     |
| Pogoń Lvov            | Lvov     |
| Polonia Varsovie      | Varsovie |
| Ruch Chorzów          | Chorzów  |
| TKS Toruń             | Toruń    |
| Warszawianka Varsovie | Varsovie |
| Warta Poznań          | Poznań   |
| Wisła Cracovie        | Cracovie |

## Compétition

### Classement
| Rang | Équipe                | Pts | J  | G  | N | P  | Bp | Bc | Diff |
| ---- | --------------------- | --- | -- | -- | - | -- | -- | -- | ---- |
| 1    | Wisła Cracovie        | 40  | 26 | 19 | 2 | 5  | 95 | 32 | +63  |
| 2    | 1. FC Katowice        | 36  | 26 | 18 | 0 | 8  | 67 | 43 | +24  |
| 3    | Warta Poznań          | 32  | 26 | 15 | 2 | 9  | 79 | 55 | +24  |
| 4    | Pogoń Lvov            | 29  | 26 | 13 | 3 | 10 | 85 | 42 | +43  |
| 5    | Legia Varsovie        | 27  | 26 | 12 | 3 | 11 | 60 | 75 | -15  |
| 6    | Klub Turystów Łódź    | 27  | 26 | 12 | 3 | 11 | 52 | 57 | -5   |
| 7    | ŁKS Łódź              | 25  | 26 | 9  | 7 | 10 | 54 | 51 | +3   |
| 8    | Polonia Varsovie      | 25  | 26 | 11 | 3 | 12 | 61 | 66 | -5   |
| 9    | Czarni Lvov           | 24  | 26 | 11 | 2 | 13 | 45 | 50 | -5   |
| 10   | TKS Toruń             | 24  | 26 | 10 | 4 | 12 | 56 | 86 | -30  |
| 11   | Hasmonea Lvov         | 23  | 26 | 8  | 7 | 11 | 55 | 78 | -23  |
| 12   | Ruch Chorzów          | 23  | 26 | 9  | 5 | 12 | 35 | 54 | -19  |
| 13   | Warszawianka Varsovie | 18  | 26 | 8  | 2 | 16 | 52 | 64 | -12  |
| 14   | Jutrzenka Cracovie    | 11  | 26 | 3  | 5 | 18 | 41 | 82 | -41  |

| Légende | Légende               |
| ------- | --------------------- |
|         | Champion de Pologne   |
|         | Relégation en Klasa A |

## Meilleurs buteurs
| # | Joueur            | Équipe         | Buts |
| - | ----------------- | -------------- | ---- |
| 1 | Henryk Reyman     | Wisła Cracovie | 37   |
| 2 | Marian Łańko (pl) | Legia Varsovie | 30   |
| 3 | Wacław Kuchar     | Pogoń Lvov     | 25   |